# Ernest Thesiger

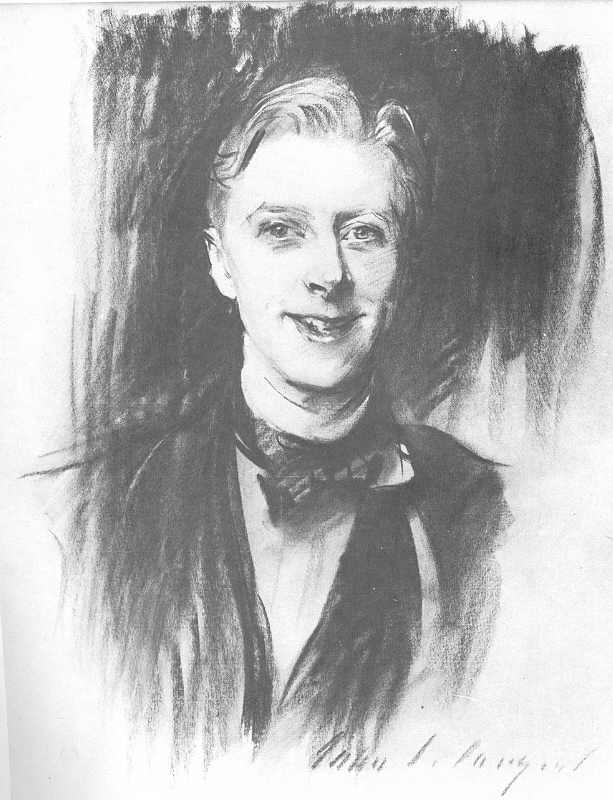
Ernest Thesiger, Kohlezeichnung von John Singer Sargent (ca. 1911)

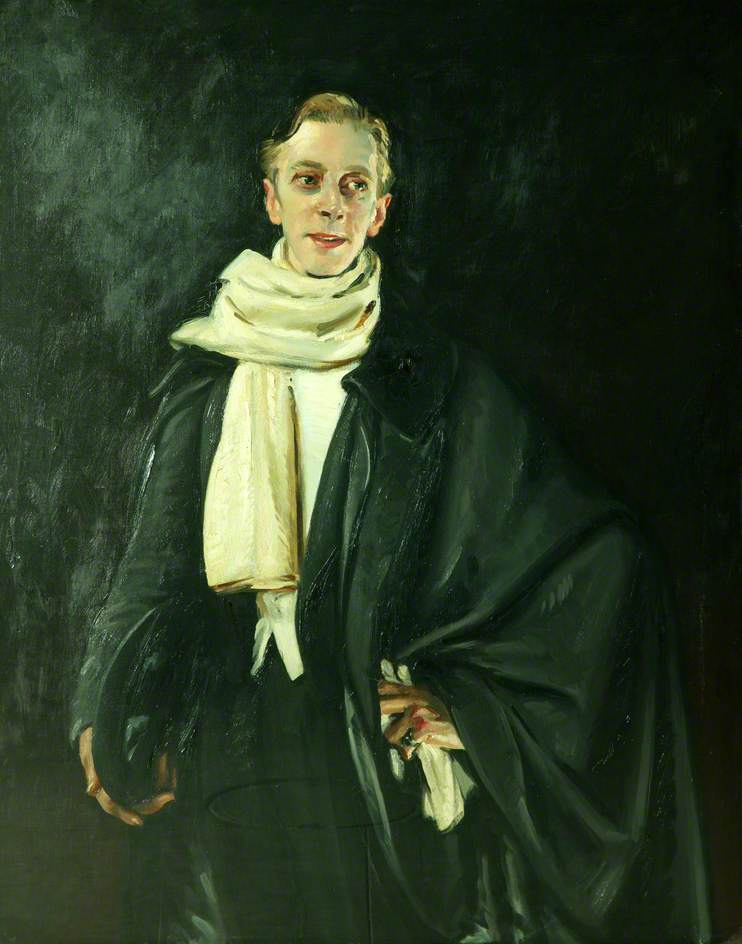
Ernest Thesiger, Porträt von William Ranken (1881–1941)

Ernest Frederic Graham Thesiger CBE (* 15. Januar 1879 in London; † 14. Januar 1961 ebenda) war ein englischer Film- und Theaterschauspieler, der sowohl in England als auch in den Vereinigten Staaten arbeitete und einen herausragenden Ruf als Charakterdarsteller genoss. Insgesamt spielte Thesiger in mehr als 50 Filmen.

## Leben
Ernest Thesiger (im Filmabspann manchmal auch als Ernst Thesiger bezeichnet) wurde in eine wohlhabende und bekannte Familie geboren, er war der Enkel des Frederic Thesiger, 1. Baron Chelmsford und Cousin des Forschers Wilfred Thesiger. Nach Besuchen des Marlborough College und der Slade School of Fine Art arbeitete er zunächst als Maler und trat nur gelegentlich als Statist in Theaterstücken auf, studierte dann aber Dramatik. Im Jahr 1909 hatte er seinen ersten großen Erfolg als Schauspieler mit der Rolle des James Raleigh im Bühnenstück Colonel Smith. Zwischenzeitlich wurde seiner Theaterkarriere von einem Einsatz im Ersten Weltkrieg unterbrochen. Nach Rückkehr und weiteren Erfolgen am Theater ging Thesiger, der mittlerweile ein bekannter und geschätzter Schauspieler war, 1924 erstmals an den Broadway und spielte dort mit Erfolg die Rolle des Dauphin in George Bernhard Shaws Die heilige Johanna (Saint John). In den folgenden Jahrzehnten sollte Thesiger immer wieder am Broadway auftreten.
Sein Filmdebüt absolvierte Thesiger 1916 in J. M. Barries The Real Thing at Last, einem satirischen Stummfilm, der als Parodie auf Macbeth und die amerikanische Filmindustrie angelegt war. Auch hatte er 1922 einen Auftritt in dem unvollendeten Stummfilm Number 13 von Alfred Hitchcock. Seine erste Rolle in einem Tonfilm spielte Thesiger 1932 in James Whales Horrorkomödie Das Haus des Grauens. Thesiger stellte in diesem Film den Besitzer des Hauses und exzentrischen Atheisten Horace Femm dar. In dem ebenfalls von Whale gedrehten Horrordrama Frankensteins Braut (1935) mit Boris Karloff spielte Thesiger seine heute bekannteste Rolle als Verrückter Wissenschaftler Dr. Septimus Prätorius, der ähnlich wie Dr. Frankenstein versucht, künstliches Leben zu erschaffen. Die für den Film geschaffene Figur des extravaganten Schurken Dr. Präterius erreichte auch über Frankensteins Braut hinaus Bekanntheit. Diese beiden Rollen des Dr. Prätorius und des Horace Femm gelten als eine von Thesigers größten schauspielerische Leistungen.
Zwischen den beiden Filmen unter der Regie von James Whale drehte Thesiger einen weiteren Film mit Boris Karloff, für den er 1933 zusammen mit ihm nach England zurückkehrte. Es handelt sich um The Ghoul, einem lange als verschollen gegoltenem Horrorfilm unter der Regie von T. Hayes Hunter. Bis zu seinem Tod spielte Thesiger in einigen amerikanischen, aber vor allem in britischen Produktionen, wie als französischer Botschafter in der Shakespeare-Verfilmung Henry V. (1944) von Laurence Olivier, im Historienfilm Caesar und Cleopatra (1945) mit Vivien Leigh und Claude Rains sowie als alter, geiziger Industrieller neben Alec Guinness in der Schwarzen Komödie Der Mann im weißen Anzug (1951). Ab den 1950er-Jahren spielte er auch in Gastrollen im Fernsehen. Thesigers Spezialität in Filmen waren vor allem sinistere oder exzentrische Nebenrollen. Neben seinen Filmen arbeitete Thesiger bis zu seinem Tod als Theaterschauspieler und hatte seine letzte Bühnenrolle 1961 neben Ralph Richardson und John Gielgud in einer Produktion von The Last Joke. 
Im Jahr 1927 veröffentlichte Thesiger seine Autobiographie unter dem Titel Practically True. Über sein Hobby, das Sticken, brachte er 1941 das Buch Adventures in Embroidery heraus. Der enge Freund der britischen Königswitwe Maria von Teck erhielt ein Jahr vor seinem Tod für seine Verdienste den Order of the British Empire. Er war von 1917 bis zu seinem Tod mit Janette Mary Fernie Ranken (1877–1970) verheiratet. Einen Tag vor seinem 82. Geburtstag verstarb er 1961 im Schlaf.

## Filmografie (Auswahl)
- 1918: Nelson
- 1918: The Life Story of David Lloyd George
- 1929: Wochenend-Ehen (Week-End Wives)
- 1932: Das Haus des Grauens (The Old Dark House)
- 1933: Heart Song
- 1933: Ich und die Kaiserin [englische Version]
- 1933: The Ghoul
- 1935: Frankensteins Braut (The Bride of Frankenstein)
- 1936: Der Mann, der die Welt verändern wollte (The Man Who Could Work Miracles)
- 1938: Nachts unterwegs (They Drive by Night)
- 1943: My Learned Friend
- 1943: Das heilige Feuer (The Lamp Still Burns)
- 1944: Don't Take It to Heart
- 1944: Heinrich V. (Henry V)
- 1945: Caesar und Cleopatra (Caesar and Cleopatra)
- 1945: A Place of One's Own
- 1946: Ungeduld des Herzens (Beware of Pity)
- 1947: Zigeunerblut (Jassy)
- 1947: The Ghosts of Berkeley Square
- 1947: The Man Within
- 1948: Portrait from Life
- 1948: Der Fall Winslow (The Winslow Boy)
- 1948: Vom sündigen Poeten (The Bad Lord Byron)
- 1950: Ferien wie noch nie (Last Holiday)
- 1951: Eine Weihnachtsgeschichte (Scrooge)
- 1951: Wer zuletzt lacht (Laughter in Paradise)
- 1951: The Lucky Mascot
- 1951: Der wunderbare Flimmerkasten (The Magic Box)
- 1951: Der Mann im weißen Anzug (The Man in the White Suit)
- 1952: A Woman's Angle
- 1953: Das Gewand (The Robe)
- 1953: Meet Mr. Lucifer
- 1954: Die seltsamen Wege des Pater Brown (Father Brown)
- 1955: Ein Alligator namens Daisy (An Alligator Named Daisy)
- 1955: Liebe, Tod und Teufel (Quentin Durward)
- 1957: Hilfe, der Doktor kommt! (Doctor at Large)
- 1958: Des Pudels Kern (The Horse's Mouth)
- 1959: Mister Miller ist kein Killer (The Battle of the Sexes)
- 1960: Söhne und Liebhaber (Sons and Lovers)
- 1961: Der römische Frühling der Mrs. Stone (The Roman Spring of Mrs. Stone)